# Storia di Bormio

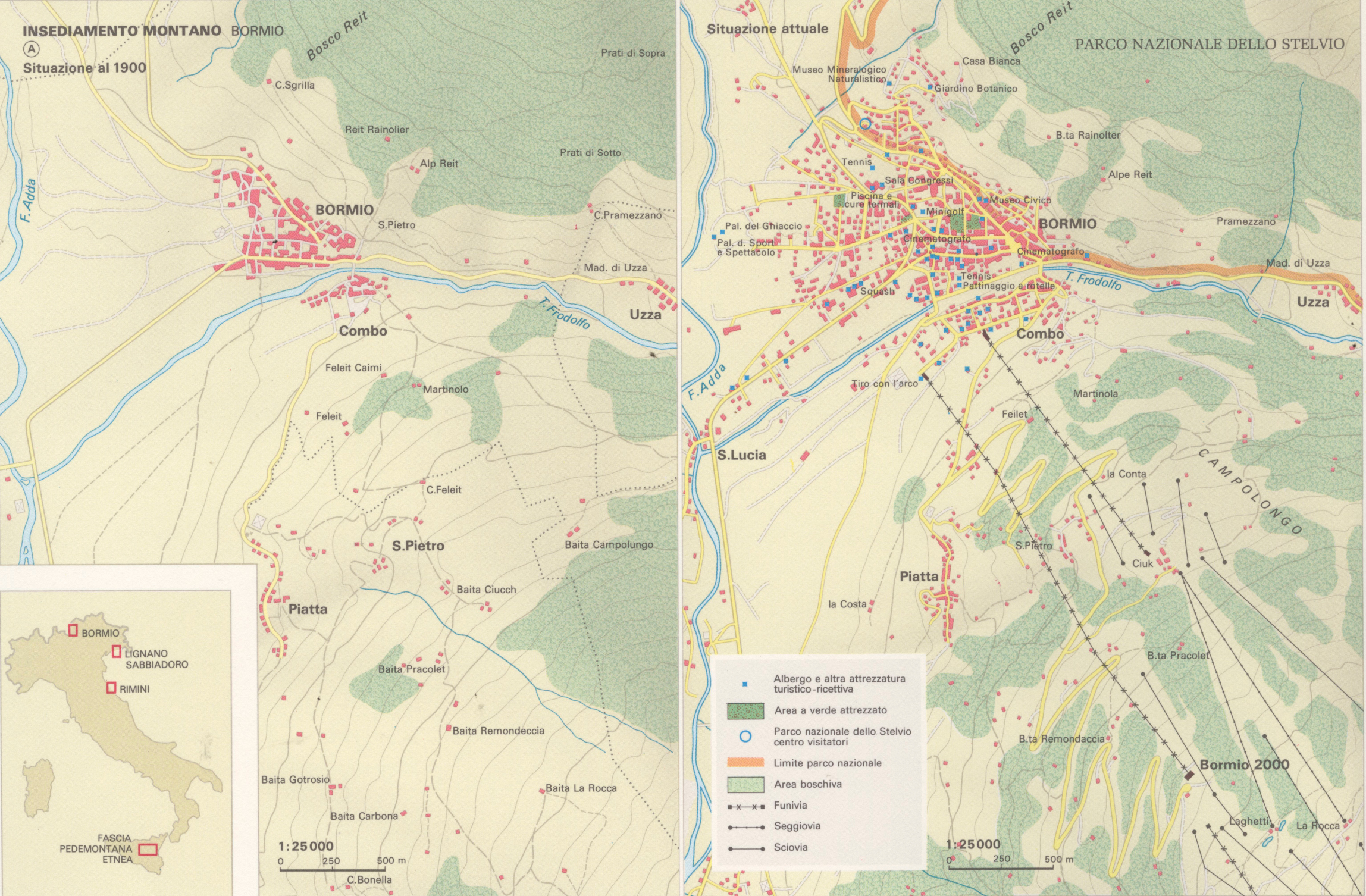
Sviluppo dell'abitato di Bormio dal 1900 al 1992

Il comune di Bormio, in Provincia di Sondrio, ha una storia lunghissima che affonda le sue radici sin dall'epoca antica. Bormio aveva un’importanza notevole nella rete commerciale dell’epoca; era un crocevia per il trasporto del vino e del sale, sull’omonima rete di sentieri che tramite il vicino comune di Valdidentro giunge in Svizzera. Il comune è storicamente ghibellino, quindi vicino all’Imperatore del Sacro Romano Impero; ciò è dimostrato dalla merlatura a coda di rondine presente sulla torre Civica situata in piazza Cavour, la principale del borgo.

Stemma araldico del Comune di Bormio.

## Storia
Fonti della presenza di insediamenti umani a Bormio, provengono dal V secolo a.C.; venne infatti rinvenuto un bassorilievo di quell’epoca.
Le testimonianze maggiori del comune risalgono al 1200, periodo nel quale il fiorente borgo alpino di Bormio era sotto la signoria del comune di Como, che aveva imposto la sua bandiera sulle città che aveva in possedimento. Era infatti usuale per le città dell’epoca mettere la propria bandiera sui territori conquistati, anche per simboleggiare la potenza della città. Si narra inoltre che a sua volta, lo stemma di Como derivi dalla bandiera Blutfahne (la bandiera del sangue), usata in guerra dalle truppe romano-germaniche.
“ Croce bianca il campo rosso con sovrapposta corona comitale e scritta “Comvnitas Burmi”

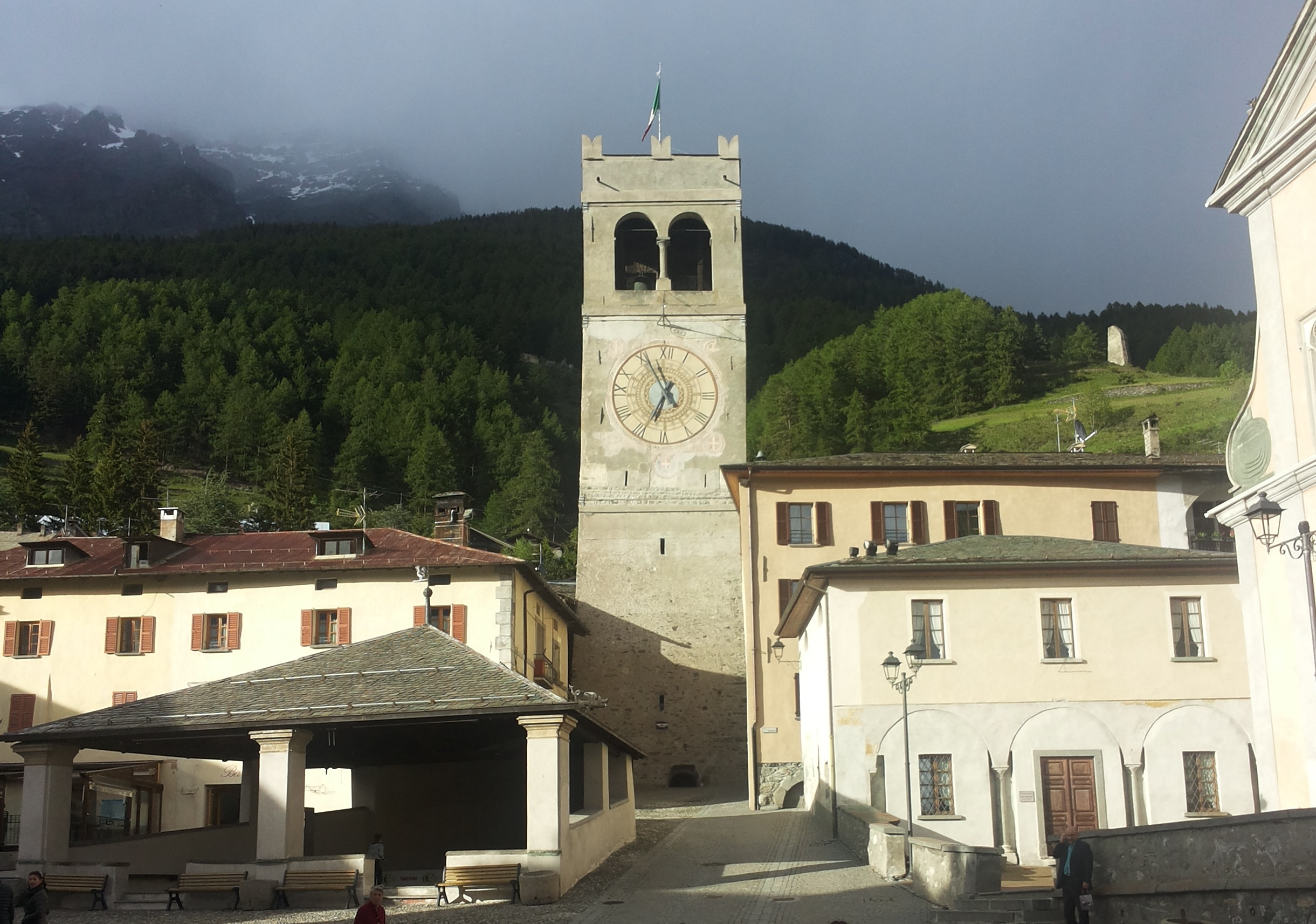
Torre Civica in Piazza Cavour, Reparto Dossorovina

(descrizione araldica del gonfalone bormino)
Nel XIV secolo, salì al potere su Bormio un Signore molto più benevolo rispetto ai governatori comaschi: il vescovo di Coira. Il capo religioso dell’omonima comunità svizzera, concesse infatti maggiore autonomia al contado bormino; i ritrovamenti di stemmi relativi al comune di quel periodo furono numerosi; secondo un conteggio del 1344 risultavano in totale 21 vessilli di varia fattura. Essi venivano usati anche in battaglia dal piccolo esercito di Bormio, che combatteva in Tirolo insieme al vescovo di Coira e al conte tirolese Lodovico di Brandeburgo.

### L’ascesa al potere dei Visconti e dei Grigionesi
Nel 1376, i duchi di Milano, la famiglia Visconti, nobile casata originaria del Novarese, conquistò gran parte del Nord Italia e della Toscana e giunse al potere anche in Valtellina e a Bormio; ciò è testimoniato dalla presenza dello stemma visconteo, con rappresentato il biscione, simbolo della famiglia, sul muro di un edificio in piazza Cavour. Il potere dei Visconti tuttavia non condizionò la forte autonomia sempre mantenuta da Bormio che all’epoca contava circa 5 000 abitanti e ben 32 torri, delle quali ne restano meno di 5 in condizioni buone. Nel 1512, i Grigionesi, formarono l’alleanza delle Tre Leghe che comprendeva la Lega Grigia, Lega Caddea e Lega delle Dieci Giurisdizioni subentrarono agli Sforza a Bormio. Nel XVII secolo, per ribadire il concetto di autonomia, i Bormini affiancano lo stemma rosso con croce bianca a quello Grigionese. 

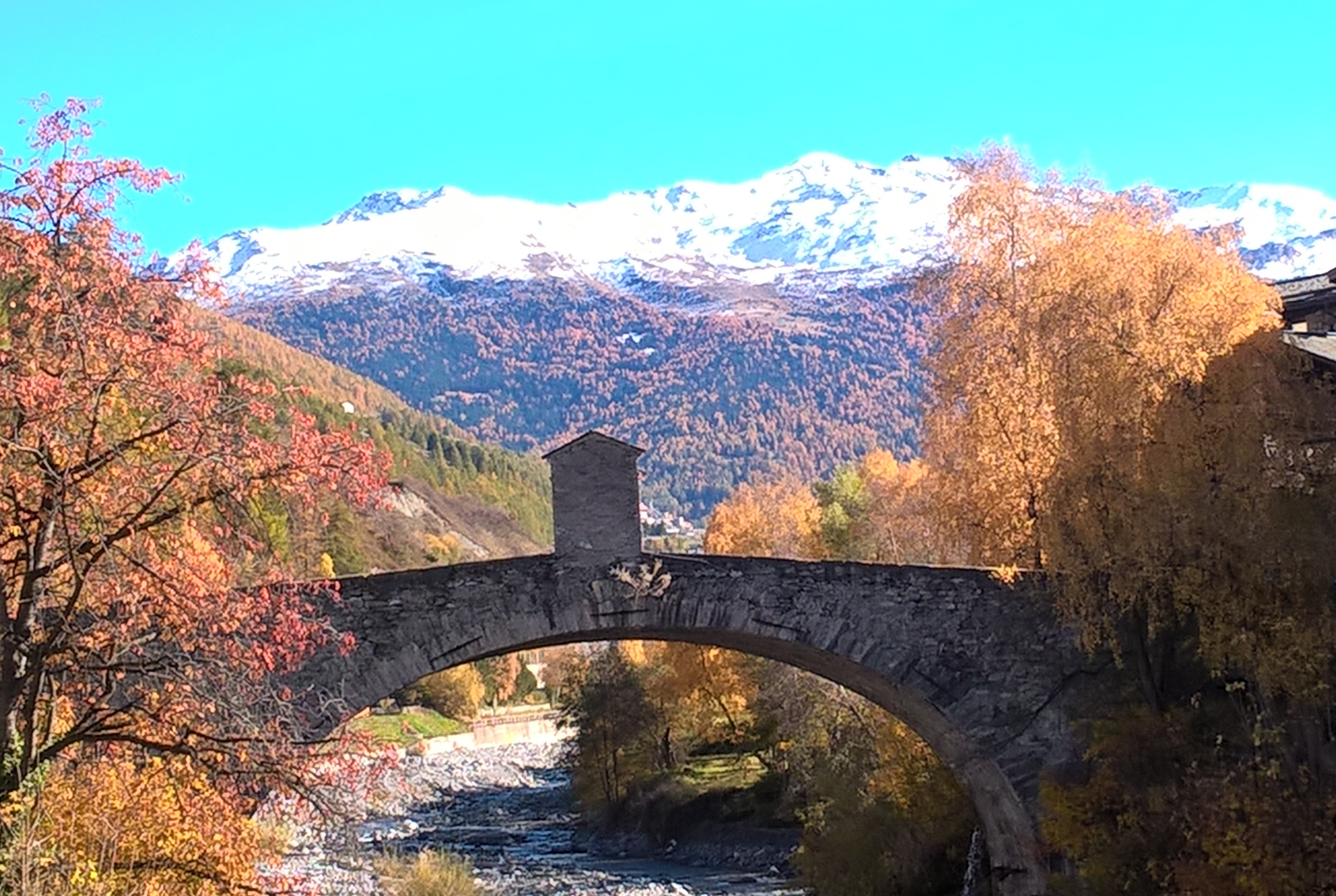
Il Ponte di Combo, che collega le due sponde del Torrente Frodolfo.

### Il passaggio a Napoleone e agli Austriaci
ln seguito agli eventi relativi alla Rivoluzione Francese, nel 1797 intanto il contado passa in mano alla neonata Repubblica Cisalpina; questo passaggio viene descritto da Ignazio Bardea, storico, sacerdote e umanista locale, come poco apprezzato dalla gente locale. I vertici della Repubblica, levarono dalla torre Civica la bandiera storica del comune, in quanto, “espressione acuta dell’autonomia non più in essere del comune” - parole del Conte Lechi, uno dei pochi bormini vicini ai cisalpini.
In seguito, nel 1802, Bormio venne annessa alla Repubblica Italiana, stato preunitario italiano, nel quale restò per soli 3 anni; nel 1805, infatti il comune passò sotto il Regno d’Italia di Napoleone Bonaparte. A seguito del Congresso di Vienna, la zona Lombardo-Veneta passò agli austriaci, che esercitarono il potere fino al 1861, anno di riunificazione del Regno d’Italia. In entrambe le guerre mondiali, il comune ebbe un ruolo importante come luogo d’incontro di alcuni dei passi e fronti principali, come le trincee dello Stelvio o quelle nella zona dei Forni, in Valfurva.

## I reparti
Bormio è storicamente divisa in cinque reparti (Riparti de Bórm in dialetto bormino):
- Dossiglio, simboleggiato dalla ruota di un mulino presente nel reparto, è associato tradizionalmente al colore verde.
- Maggiore, affiancato dalla testa di un lupo, simbolo di voracità delle antiche famiglie “nobili” di Bormio, è rappresentato dal rosso.
- Combo, ha come simbolo un gatto in campo bianco.
- Buglio, sullo stemma è rappresentato il Bùj de Buglio, una fontana presente nel reparto “blu”
- Dossorovina - i due edifici principali della piazza Cavour: la torre civica e il Kuerc, antico tribunale del Comune. È associato al giallo.[4]